# Questo amore
Questo amore – utwór włoskiego zespołu Ricchi e Poveri, napisany przez Dario Farina, Mauro Lusiniego i Sergio Bardottiego, nagrany i wydany w 1978 roku na albumie pod tym samym tytułem. Za aranżację singla odpowiedzialny był Toto Torquati. 
W 1978 roku utwór reprezentował Włochy podczas finału 23. Konkursu Piosenki Eurowizji. Podczas koncertu finałowego, który odbył się 22 kwietnia w Palais des Congrès w Paryżu, utwór został zaprezentowany jako trzeci w kolejności i ostatecznie zdobył 53 punkty, plasując się na dwunastym miejscu finałowej klasyfikacji. Dyrygentem orkiestry podczas występu zespołu był Nicola Samale. 
Na stronie B winylowego wydania singla znalazła się piosenka „Anima”. 